# Vineuil (Indre)
 Vineuil  es una población y comuna francesa, en la región de  Centro, departamento de Indre, en el distrito de Châteauroux y cantón de Levroux.

## Demografía
| 917 | 807 | 803 | 977 | 1133 | 1139 |
| Para los censos de 1962 a 1999 la población legal corresponde a la población sin duplicidades (Fuente: INSEE [Consultar]) |     |     |     |      |      |